# Mehdi Bazargan
Mehdi Bazargan (Teerã, 1 de setembro de 1907 – Zurique, 20 de janeiro de 1995) foi um académico, activista pró-democracia e Primeiro-ministro do Governo interino do Irão, sendo portanto o primeiro chefe de governo após a Revolução Iraniana de 1979. Foi o primeiro chefe do departamento de engenharia da Universidade de Teerão. Um respeitado intelectual, conhecido pela sua honestidade e experiência nas ciências seculares e islâmicas. É conhecido como sendo um dos pais do movimento intelectual islâmico contemporâneo no Irão.